# Aleksander III Romanow
Aleksander III Aleksandrowicz, ros. Александр III Александрович (ur. 26 lutego?/10 marca 1845 w Petersburgu, zm. 20 października?/1 listopada 1894 w Liwadii) – cesarz Rosji, król Polski i wielki książę Finlandii od 1881, syn Aleksandra II Romanowa i Marii Aleksandrowny.

## Lata wczesne
Spośród sześciu synów Aleksandra II i Marii jedynie najstarszy Mikołaj otrzymał staranne wykształcenie. W opinii rosyjskiego dramaturga i autora programów telewizyjnych Edwarda Radzińskiego młody Aleksander nigdy nie grzeszył inteligencją i nie miał wybitnych zdolności intelektualnych. Nauczycielem i wychowawcą następcy tronu był Konstantin Pobiedonoscew. Pobiedonoscew wychował swego podopiecznego w szacunku dla religii prawosławnej i rządów autokratycznych. Wyrobił w nim przekonanie, że ma być przykładem pobożności, uczciwości, solidności i cnotliwości.
Ze wszystkich ostatnich Romanowów Aleksander III imponował najbardziej rosyjskim wyglądem. Był wysoki i potężnie zbudowany. Miał charakterystyczną twarz o szerokich kościach policzkowych. Pozornie przypominał rosyjskiego chłopa, nie stronił też od alkoholu. Był antysemitą z przekonania, jak wielu rosyjskich właścicieli ziemskich. Mimo imponującego wyglądu, bywał dobroduszny i nieśmiały. Najlepiej czuł się w kręgu rodziny z dala od obowiązków dworskich. Jako wzorowy mąż i ojciec nienawidził rozpusty. Nie mógł pogodzić się z faktem, że ojciec za plecami matki sypia z inną kobietą.

## Życie i działalność

### Polityka wewnętrzna

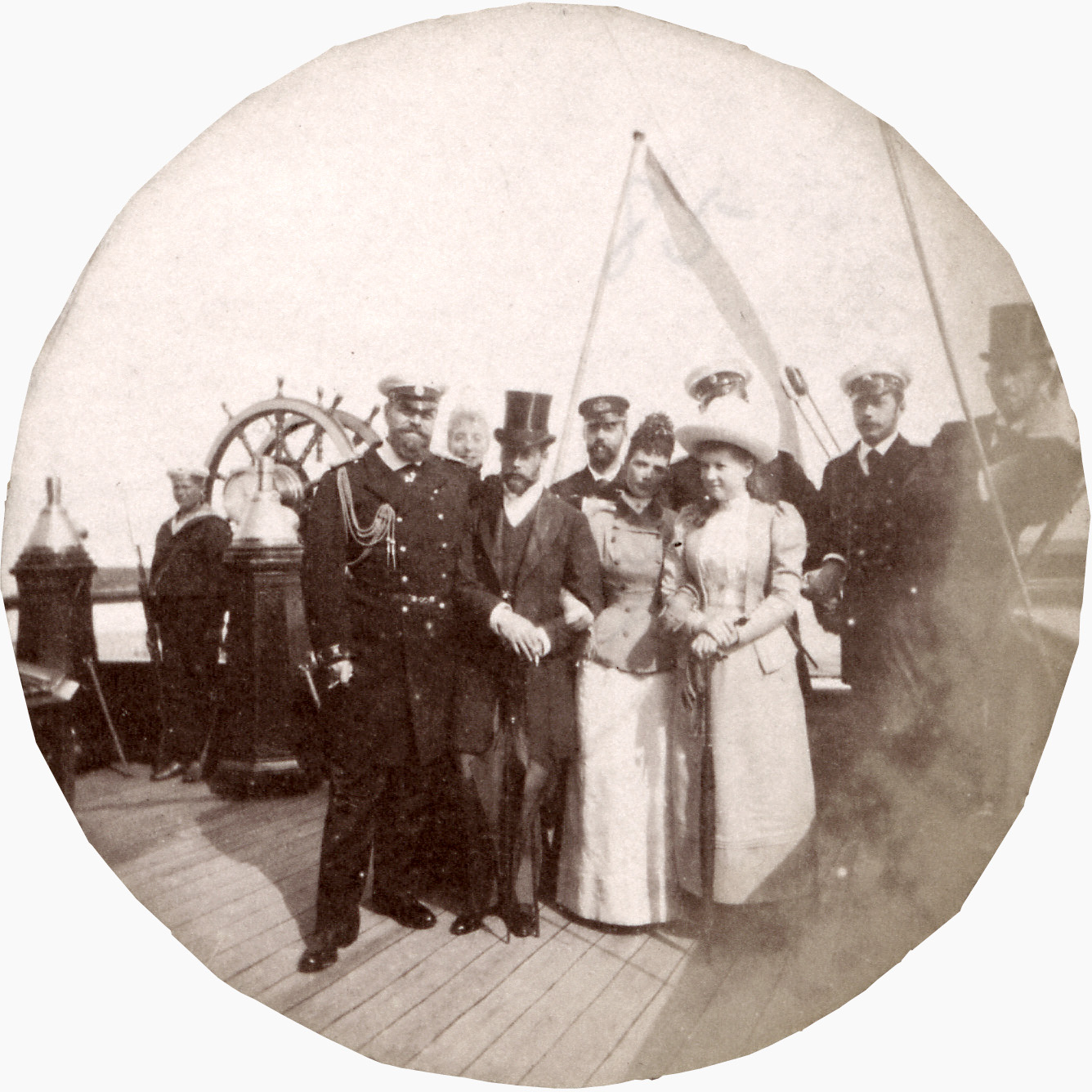
Car Aleksander III i członkowie rodziny królewskiej

Zabójstwo Aleksandra II spowodowało zmianę kursu, która polegała na odrzuceniu zbyt liberalnych, zdaniem nowego cara, reform poprzednika. W jego opinii receptą na dążenia liberalne i rewolucyjne nie miała być liberalizacja i wprowadzenie rządów przedstawicielskich, ale wzmocnienie władzy. Dewizą władzy miała być formuła ros. православие, самодержавие, народность „prawosławie-samowładztwo-narodowość”. Aleksander III usiłował umocnić znaczenie języka rosyjskiego i religii prawosławnej, kosztem m.in. prześladowania języka polskiego (rusyfikacja) oraz praw katolików. Szczególnym obiektem prześladowań stali się Żydzi, oskarżani o uczestnictwo w zabójstwie poprzedniego cara. Za panowania Aleksandra III państwo wspierało nastroje antysemickie i urządzało pogromy, w wyniku których setki tysięcy Żydów na zawsze opuściło Rosję, emigrując do USA i Europy Zachodniej, głównie do Francji i Austrii. Zrezygnowano z zaplanowanych reform wprowadzając tzw. kontrreformy, ograniczające prawa samorządów tzw. ziemstw oraz wolność uniwersytetów.
Reforma uwłaszczeniowa wsi spowodowała wielką podaż robotników najemnych, przemieszczających się do miast, co wpłynęło z kolei na przyspieszenie rozwoju kapitalistycznych form gospodarki w Rosji. Dotyczyło to zwłaszcza przedsiębiorstw przemysłowych, budownictwa kolejowego, bankowości i towarzystw akcyjnych. Np. produkcja węgla kamiennego wynosząca w 1860 r. 300 tys. ton wzrosła w 1900 r. do 16 mln ton, a surówki żelaza odpowiednio z 330 tys. do 3 mln ton. Podobne wskaźniki wzrostu występowały w produkcji stali, miedzi, przemysłu maszynowego, cukru buraczanego. Szczególnie szybko rozwijało się budownictwo kolejowe. Podczas gdy w 1860 r. w Rosji było tylko 3 tys. km szlaków kolejowych, to na początku XX w. już 54 tys. km, w tym połączenie transsyberyjskie Petersburga i Moskwy z Władywostokiem na Dalekim Wschodzie. W 1900 r. ludność Rosji liczyła ok. 128 mln osób, w tym: Petersburg miał 1,5 mln, Moskwa 1,1 mln, Warszawa prawie 700 tys. mieszkańców.

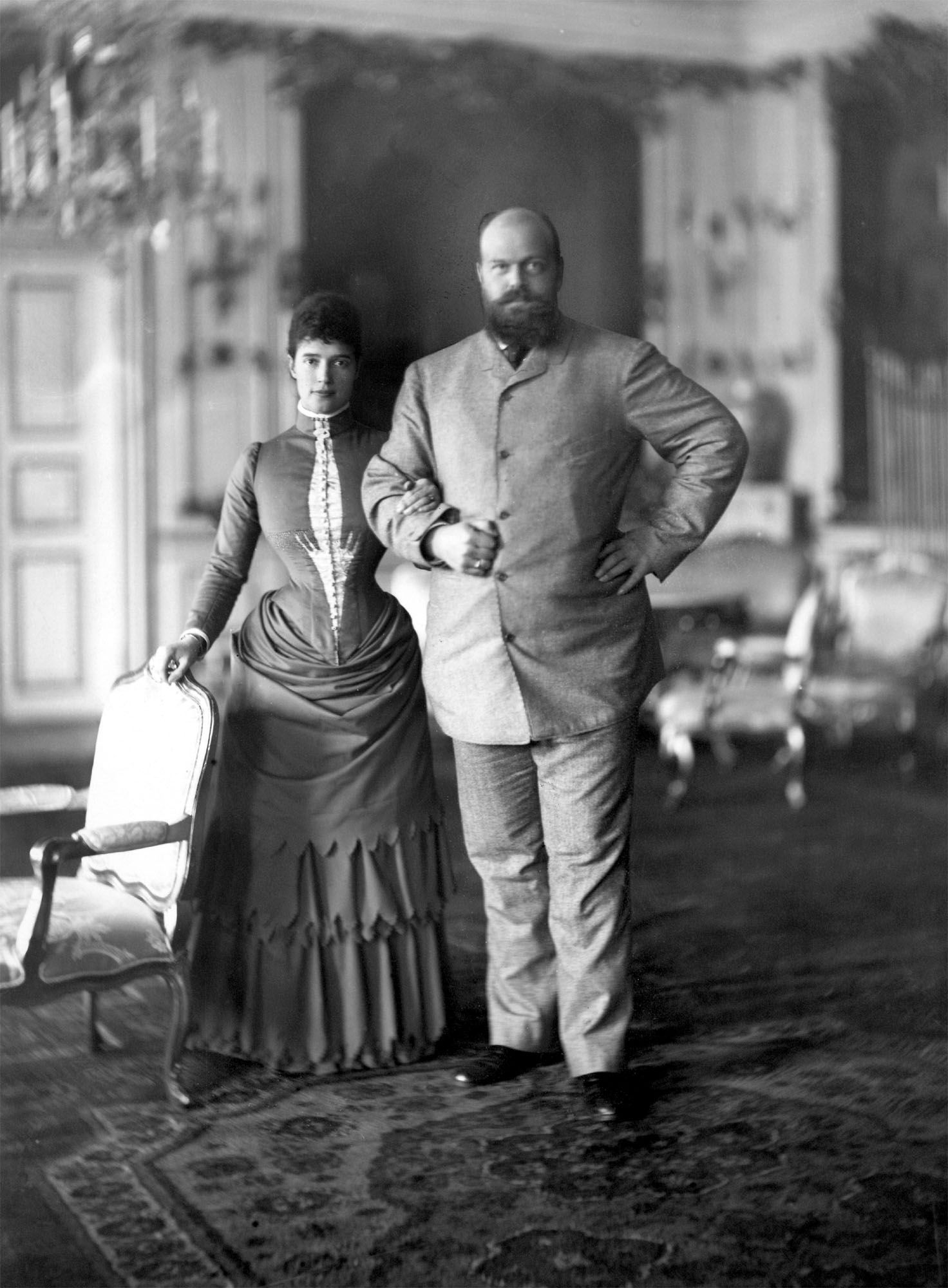
Aleksander III z żoną Marią

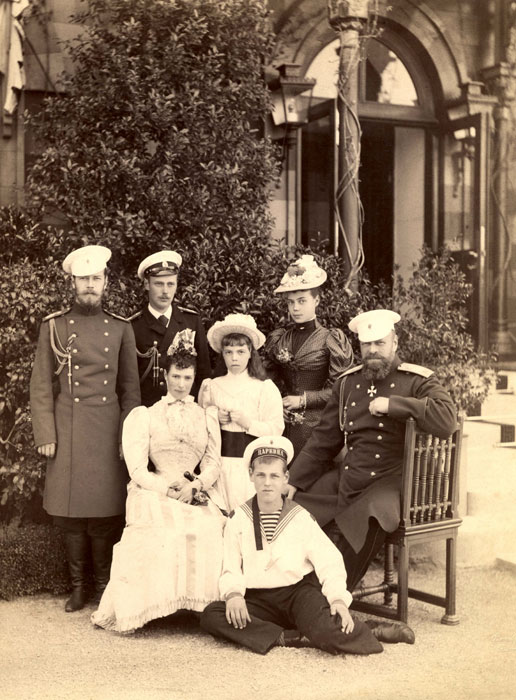
Aleksander III Romanow z rodziną, rok przed swoją śmiercią

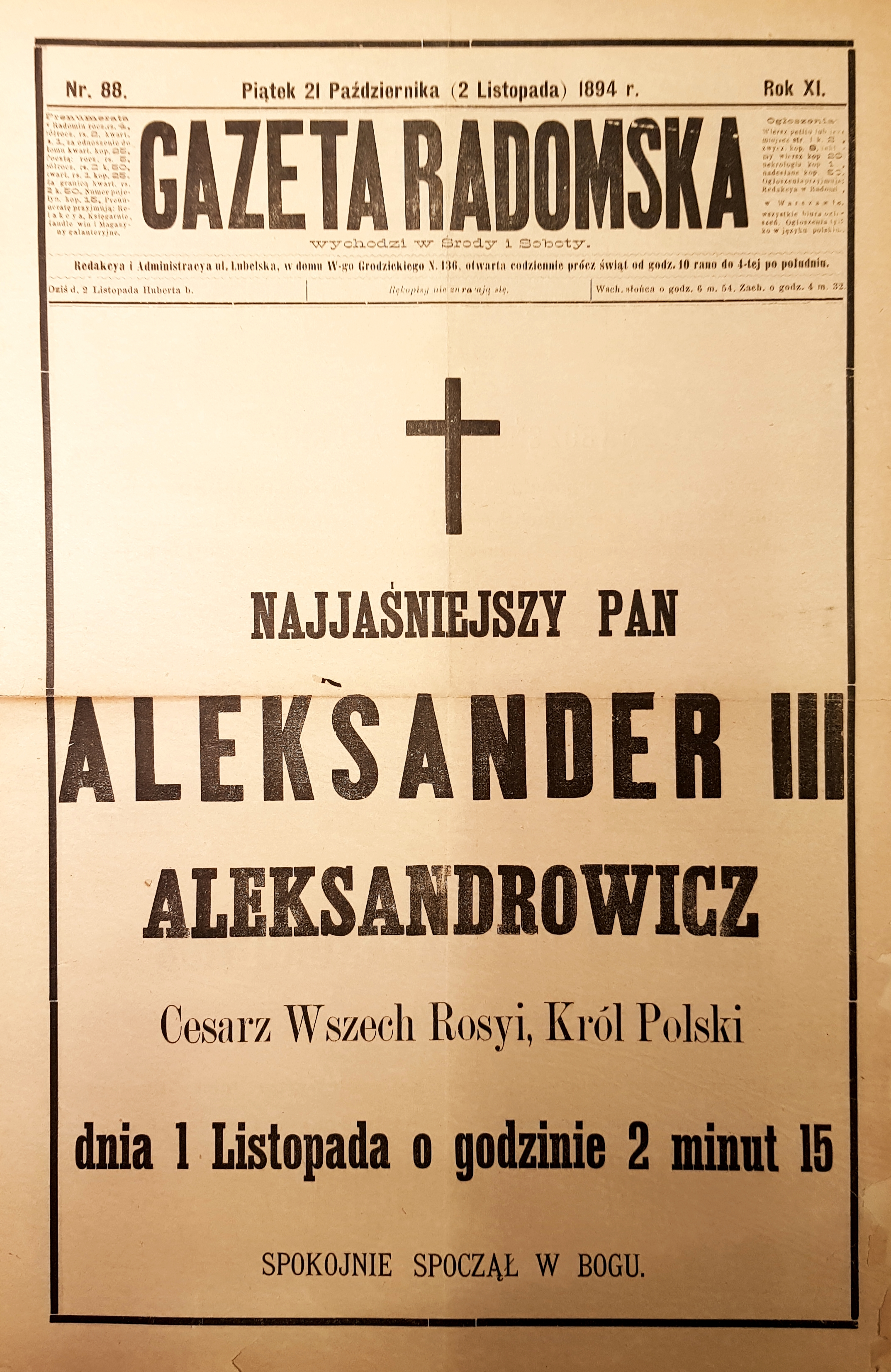
Nekrolog Aleksandra III w Gazecie Radomskiej

Po zabójstwie Aleksandra II rewolucjoniści wydali odezwę do nowego cara, w której wyrażali nadzieję, że Aleksander III, jako obywatel i uczciwy człowiek przeprowadzi powszechną amnestię, ogłosi wolność słowa, zwoła przedstawicieli całego narodu rosyjskiego wybranych w wolnych wyborach. Car odrzucił postulaty. Wydał manifest, w którym ogłosił, że będzie karał terrorystów z całą surowością. Wprowadził bezwzględny despotyzm. Mnożył aresztowania, śledztwa, tortury. Wprowadził obowiązek dokładnych ksiąg meldunkowych we wszystkich miejscach publicznych. Nasilił współpracę tajnej policji z innymi służbami. Przeprowadził reformę służb specjalnych. Utworzono „Ochranę” (1881), której podstawowym zadaniem była infiltracja środowisk opozycyjnych. Pobiedonoscew kierował akcją specjalnej ochrony cara. Zainspirował zawiązanie tajnej, konspiracyjnej organizacji pod nazwą „Święta Drużyna”, która miała chronić Aleksandra III i Rosję.
W latach 1891–1892 doszło do klęski głodu na terenie południowej Rosji. Za jej rozmiar społeczeństwo winą obarczyło carską administrację.

### Polityka zagraniczna
W ostatniej dekadzie XIX w. nastąpiło znaczne pogorszenie się stosunków, zwłaszcza gospodarczych, między Niemcami i Rosją, która zbliżyła się wtedy do Francji, zawierając z nią konwencję wojskową o wzajemnej pomocy na wypadek agresji Niemiec na Francję, lub Austrii na Rosję. Car Aleksander III obawiał się większego konfliktu europejskiego, czy też wojny w Azji. Zręcznie manewrował pomiędzy mocarstwami. Rywalizował, ale unikał otwartej konfrontacji. Armia carska raczej straszyła inwazją, niż podejmowała konkretne militarne działania. Uregulowanie bowiem spraw wewnętrznych, a nie podboje, było dla Rosji zadaniem priorytetowym.

## Śmierć
Car Aleksander III umarł w 1894, na zapalenie nerek, w Liwadii na Krymie. Jego następca, Mikołaj II (1894–1917), kontynuował politykę swego ojca.

## Rodzina
W życiu osobistym był osobą niezwykle rodzinną i ciepłą, a swojej ukochanej małżonce, królewnie duńskiej Dagmarze (po przejściu na prawosławie jako cesarzowa Maria Fiodorowna), pozwalał silną ręką trzymać ich dzieci, których mieli sześcioro:
- Mikołaja II (1868–1918), zamordowanego przez bolszewików
- Wielkiego księcia Aleksandra Aleksandrowicza (1869–1870),
- Wielkiego księcia Jerzego Aleksandrowicza (1871–1899), zmarłego młodo na gruźlicę,
- Wielką księżną Ksenię Aleksandrownę (1875–1960)
- Wielkiego księcia Michała (1878–1918), teoretycznie ostatniego cesarza Rosji przez jeden dzień, po abdykacji jego brata Mikołaja II, zamordowanego w czerwcu 1918 roku przez bolszewików,
- Wielką księżną Olgę Aleksandrownę (1882–1960)

## Genealogia
| Prapradziadkowie                                                              | cesarz Rosji Piotr III Romanow (1728-1762) ∞ 1745 Katarzyna II Wielka1) (1729-1796)     | książę Wirtembergii Fryderyk Eugeniusz Wirtemberski (1732-1797) ∞ 1753 Fryderyka Dorota Zofia z Brandenburgii-Schwedt (1736-1798) | król Prus Fryderyk Wilhelm II Hohenzollern (1744-1797) ∞ 1769 Fryderyka Luiza z Hesji-Darmstadt (1751-1805) | książę Mecklemburg-Sterlitz Karol II (1741-1816) ∞ 1768 Fryderyka Karolina z Hesji-Darmstadt (1752-1782) | landgraf Hesji-Darmstadt Ludwik IX (1719-1790) ∞1741 Karolina Wittelsbach (1721-1774)            | landgraf Jerzy Wilhelm z Hesji-Darmstadt (1722-1782) ∞1748 Maria Luiza Albertyna Leiningen-Dagsburg-Falkenburg (1729-1818) | margrabia Badenii-Durlach Karol Fryderyk Badeński (1728-1811) ∞1751 Karolina Luiza z Hesji-Darmstadt (1723-1783) | landgraf Hesji-Darmstadt Ludwik IX (1719-1790) ∞1741 Karolina Wittelsbach (1721-1774)   |
| Pradziadkowie                                                                 | cesarz Rosji Paweł I Romanow (1754-1801) ∞ 1776 Maria Fiodorowna2) (1759-1828)          | cesarz Rosji Paweł I Romanow (1754-1801) ∞ 1776 Maria Fiodorowna2) (1759-1828)                                                    | król Prus Fryderyk Wilhelm III Hohenzollern (1770-1840) ∞ 1793 Luiza Mecklemburg-Strelitz (1776-1810)       | król Prus Fryderyk Wilhelm III Hohenzollern (1770-1840) ∞ 1793 Luiza Mecklemburg-Strelitz (1776-1810)    | wielki książę Hesji Ludwik I Heski (1753-1830) ∞1777 Luiza Henryka z Hesji-Darmstadt (1761–1829) | wielki książę Hesji Ludwik I Heski (1753-1830) ∞1777 Luiza Henryka z Hesji-Darmstadt (1761–1829)                           | Karol Ludwik Badeński (1755-1801) ∞1774 Amalia Fryderyka z Hesji-Darmstadt (1754-1832)                           | Karol Ludwik Badeński (1755-1801) ∞1774 Amalia Fryderyka z Hesji-Darmstadt (1754-1832)  |
| Dziadkowie                                                                    | cesarz Rosji Mikołaj I Romanow (1796-1855) ∞ 1817 Aleksandra Fiodorowna3) (1798-1860)   | cesarz Rosji Mikołaj I Romanow (1796-1855) ∞ 1817 Aleksandra Fiodorowna3) (1798-1860)                                             | cesarz Rosji Mikołaj I Romanow (1796-1855) ∞ 1817 Aleksandra Fiodorowna3) (1798-1860)                       | cesarz Rosji Mikołaj I Romanow (1796-1855) ∞ 1817 Aleksandra Fiodorowna3) (1798-1860)                    | wielki książę Hesji Ludwik II Heski (1777–1848) ∞1804 Wilhelmina Badeńska (1788-1836)            | wielki książę Hesji Ludwik II Heski (1777–1848) ∞1804 Wilhelmina Badeńska (1788-1836)                                      | wielki książę Hesji Ludwik II Heski (1777–1848) ∞1804 Wilhelmina Badeńska (1788-1836)                            | wielki książę Hesji Ludwik II Heski (1777–1848) ∞1804 Wilhelmina Badeńska (1788-1836)   |
| Rodzice                                                                       | cesarz Rosji Aleksander II Romanow (1818-1881) ∞ 1841 Maria Aleksandrowna4) (1824-1880) | cesarz Rosji Aleksander II Romanow (1818-1881) ∞ 1841 Maria Aleksandrowna4) (1824-1880)                                           | cesarz Rosji Aleksander II Romanow (1818-1881) ∞ 1841 Maria Aleksandrowna4) (1824-1880)                     | cesarz Rosji Aleksander II Romanow (1818-1881) ∞ 1841 Maria Aleksandrowna4) (1824-1880)                  | cesarz Rosji Aleksander II Romanow (1818-1881) ∞ 1841 Maria Aleksandrowna4) (1824-1880)          | cesarz Rosji Aleksander II Romanow (1818-1881) ∞ 1841 Maria Aleksandrowna4) (1824-1880)                                    | cesarz Rosji Aleksander II Romanow (1818-1881) ∞ 1841 Maria Aleksandrowna4) (1824-1880)                          | cesarz Rosji Aleksander II Romanow (1818-1881) ∞ 1841 Maria Aleksandrowna4) (1824-1880) |
| cesarz Rosji Aleksander III Romanow (ur. 10 marca 1845, zm. 1 listopada 1894) |                                                                                         | | | |                                                                                                  | | |                                                                                         |
| Żona                                                                          | ∞ 1866 Maria Fiodorowna5) (ur. 26 listopada 1847, zm. 13 października 1928)             | ∞ 1866 Maria Fiodorowna5) (ur. 26 listopada 1847, zm. 13 października 1928)                                                       | ∞ 1866 Maria Fiodorowna5) (ur. 26 listopada 1847, zm. 13 października 1928)                                 | ∞ 1866 Maria Fiodorowna5) (ur. 26 listopada 1847, zm. 13 października 1928)                              | ∞ 1866 Maria Fiodorowna5) (ur. 26 listopada 1847, zm. 13 października 1928)                      | ∞ 1866 Maria Fiodorowna5) (ur. 26 listopada 1847, zm. 13 października 1928)                                                | ∞ 1866 Maria Fiodorowna5) (ur. 26 listopada 1847, zm. 13 października 1928)                                      | ∞ 1866 Maria Fiodorowna5) (ur. 26 listopada 1847, zm. 13 października 1928)             |

1. właściwie: Zofia Fryderyka Augusta Anhalt Zerbst.
2. właściwie: Zofia Dorota Wirtemberska.
3. właściwie: Fryderyka Luisa Charlotta Wilhelmina Hohenzollern.
4. właściwie: Maksymiliana Wilhelmina Maria z Hesji-Darmstadt.
5. właściwie: Maria Zofia Fryderyka Dagmara, księżniczka Danii.